# Бійцівська рибка пінанзька
Пінанзька бійцівська рибка (Betta pugnax) — тропічний прісноводний вид риб з родини осфроменових (Osphronemidae), підродина макроподових (Macropodusinae).
Латинською видова назва pugnax означає «войовничий».

## Питання таксономії
Betta pugnax була однією з перших описаних видів лабіринтових риб, але існувала певна плутанина з ідентифікацією зразків B. pugnax та споріднених з нею видів. Таксономічні неоднозначності значною мірою були усунуті після повторного опису виду, який зробили Тан і Тан 1996 року. Проведені дослідження дозволили встановити, що під назвою B. macrophthalma були описані неповнолітні екземпляри B. pugnax, а під назвою B. brederi — вирощена в акваріумі й перегодована та сама B. pugnax. 2005 року Тан і Нг визначили B. bleekeri ще одним синонімом B. pugnax.
Разом із спорідненими видами пінанзька бійцівська рибка утворює групу видів B. pugnax, що включає B. pugnax, B. fusca, B. schalleri, B. pulchra, B. breviobesa, B. lehi, B. stigmosa, B. cracens, B. raja, B. ferox, B. apollon, B. kuehnei, B. enisae. Деякі з них до того, як отримали науковий опис, ідентифікуватися як B. pugnax. У той же час, зразки B. fusca із Сінгапуру та острова Лангкаві, насправді виявились B. pugnax. До виду B. pugnax також належать зразки із Сінгапуру, Джохору та Пераку, спочатку ідентифіковані як B. taeniata.
1981 року Г-Й. Ріхтер намагався розділити рід Бійцівська рибка на два окремих роди: один для видів, що будують гнізда з піни, для яких зберіг родову назву Betta, інший — для видів, що інкубують ікру в роті. Для другої групи він створив новий рід Pseudobetta, а B. pugnax визначив для нього типовим видом. Пропозиція Ріхтера була відразу відхилена через суто технічні: причини B. picta, типовий вид роду Betta, також інкубує ікру в роті. Ще одним аргументом проти визначення додаткового роду стало те, що форма батьківського піклування в бійцівських рибок не є еволюційно стабільною ознакою.

## Опис
Максимальний відомий розмір становить 67,3 мм стандартної (без хвостового плавця) довжини. Тіло струнке, міцне, на хвостовому стеблі стиснене з боків. Голова відносно велика, ромбічна, якщо дивитися зверху, набагато ширша за тіло. Зовні вид дуже схожий із сіамською бійцівською рибкою, але помітно більш кремезний за будовою й має пропорційно більшу голову. Профіль спини трохи вигнутий, найвища точка знаходиться біля початку спинного плавця; профіль черева більш прямий. Загальна довжина становить 130,6-148,1 % стандартної, предорсальна (до початку спинного плавця) довжина 60,9-73,4 %, преанальна (до початку анального плавця) довжина 40,6-51,2 %, довжина голови 27,5-35,2 %; висота тіла біля початку спинного плавця 24,8-32,1 % стандартної довжини. Неповнолітні екземпляри в цілому більш стрункі, з пропорційно більшими очима.
Хвостовий плавець широкий, ланцетоподібний, має 13 променів, у зрілих риб часто витягнутий і загострений на кінці. У спинному плавці 0-2 твердих і 7-10 м'яких променів (всього 8-10); довжина основи спинного плавця становить 9,9-15,7 % стандартної довжини, його задня кінцівка загострена й сягає приблизно передньої третини хвостового плавця. В анальному плавці 1-2 твердих і 24-26 м'яких (всього 25-28) променів, довжина його основи становить 44,2-54,0 % стандартної довжини, задній край анального плавця загострений і виходить за половину довжини хвостового плавця. Черевні плавці нитчасті, мають по одному твердому й 5 м'яким променям, довжина черевних плавців становить 26,6-43,8 % стандартної довжини. Грудні плавці округлі, мають по 13 променів.
Хребців 28-31. Тіло та голова вкриті лускою. Луски досить великі, вищі, ніж довші. У бічній лінії 28-31 луска, у поперечному напрямку 9-9½ лусок.
Забарвлення дуже мінливе, екземпляри з різних місцевостей можуть сильно відрізнятися між собою. Верхня частина голови та спина світло-коричневі або оливково-сірі, на зябрових кришках, боках та череві забарвлення світліше. Зяброві кришки та луски на тілі в зразків з Пінангу та Тайпінга (Перак) мають блакитний лиск, у зразків із Сінгапуру переважає зелений колір. Перші живуть у гірських струмках з прозорою водою та показником pH приблизно 7,4, інші походять з більш кислих вод. Від кута рота через око до заднього краю зябрових кришок проходить горизонтальна чорна смуга, губи та горло чорнувато-сині.
Полотна спинного, анального, хвостового та черевних плавців блідо-червонуваті, напівпрозорі. Край спинного та передні нитки черевних плавців блідо-золотаві або сріблясто-зелені, анальний плавець має сріблясто-блакитну або зеленкувату облямівку. Грудні плавці безбарвні. В самців на хвостовому плавці іноді видно нечіткі темні концентричні смужки.
Самці більші за самок, мають ширшу голову та довші плавці й зазвичай більше лиску на зябрових кришках, який іноді може поширюватись і на передню частину черева. Неповнолітні риби та самки на світло-коричневому тлі мають дві темні поздовжні смуги, які проходять усім тілом і сходяться на хвості.

## Поширення
Пінанзька бійцівська рибка широко розповсюджена на півострові Малакка, включаючи південні райони Таїланду та малайзійські штати Кедах, Пінанг, Перак, Селангор, Тренгану, Паханг, Джохор, а також у Сінгапурі. Існують повідомлення, що Betta pugnax також водиться в Індонезії (провінції Ріау та Джамбі на Суматрі, острови Батам (індонез. Pulau Batam), Бінтан, Лінга (індонез. Pulau Lingga), Сінґкеп в архіпелазі Ріау-Лінга, острови Анамбас, Натуна (індонез. Pulau Natuna), але вони потребують додаткового підтвердження. Орієнтовна територія поширення становить 45 875 км². Вид був також інтродукований на Гуамі та Філіппінах.
Betta pugnax зустрічається в різноманітних водоймах лісової зони. На Пінанзі зразки були зібрані в основному в струмках, що протікають серед пагорбів та в передгір'ях. Вода в них була чистою, а течія різнилася від швидкоплинної до млявої. Показник pH становив приблизно 7,4 (в діапазоні 7,1-7,6). Глибина водойм була від 10 до 80 см. Дно піщане, вкрите камінням. Затопленої рослинності було мало або й зовсім не було. Пінанзька бійцівська рибка була виявлена також в інших типах водойм, зокрема в кислих водах, забарвлених у коричневий колір. Риби уникають течії й тримаються уздовж берегів, серед густої рослинності, коріння прибережних рослин та шару опалого листя. Твердість води в межах 5-12 dH; температура 24-28 °C.
За спостереженнями, на Малайському півострові вид зустрічається доволі часто, але тенденції чисельності його популяцій невідомі. Стан збереження виду оцінюється як такий, що перебуває в найменшій загрозі. Деякі відомі місця існування виду були перетворені на промислові зони, плантації олійної пальми, а природні водойми були каналізовані.

## Розмноження
Нереститься в ямках на ґрунті. Риби з Пінангу зазвичай розмножуються, маючи розмір більше 40 мм стандартної довжини, тоді як популяції з Джохору та Сінгапуру — до 40 мм. Батьківське піклування в пінанзької бійцівської рибки полягає в інкубації ікри в роті. Відкладають щонайменше 100 ікринок. Самець інкубує ікру протягом 12-15 днів, а тоді випускає вже повністю сформованих мальків.

## Утримання в акваріумі
Вид не такий популярний, як сіамська бійцівська рибка, й дуже рідко зустрічається в акваріумній торгівлі.
Пару чи трійку (один самець і дві самки) тримають у просторому акваріумі (не менше 75 літрів) з густою рослинністю та печерами з горщиків для квітів або 3-дюймових ПВХ-труб, ґрунт складається з дрібного гравію. У молодому віці риби досить жваві й добре стрибають, тому акваріум слід накривати кришкою. Особливих вимог до якості води не висувають. Температура води може бути в межах 22-25 °C. Рекомендується влаштовувати в акваріумі аерацію та фільтрацію води й щотижня міняти 25 % води на свіжу. Темний фон та рослини, що плавають на поверхні води, сприяють візуальному посиленню барв у самців.
Пінанзька бійцівська рибка тримається переважно біля дна. Риби часто шукають собі надійні схованки, й їх рідко можна побачити в акваріумі.
Корм хапають жадібно. Годувати можна будь-якими звичайними живими кормами. Додатково пропонують заморожені продукти, сухий корм у вигляді пластівців та гранул.
Пінанзька бійцівська рибка неодноразово розводилась в умовах акваріума. Нерест відбувається в типовий для бійцівських рибок, що інкубують ікру в роті, спосіб. Використовують нерестовище на 20-40 літрів з невеликою кількістю рослин та температурою води близько 27 °C. Риби нерестяться біля дна на розчищеній ділянці.
Самка є активною стороною під час залицянь та шлюбних ігор. Вона постійно тримається біля самця, стоїть із розправленими плавцями, а згодом починає плавати перед ним вперед-назад. Така поведінка часто триває години, перш ніж риби нарешті перейдуть до спаровування. Самка наближається до самця й штурхає його ротом біля основи спинного плавця. Цей дотик змушує партнера лягти на бік і трохи вигнутись. Тоді самка займає позицію над самцем, а той обгортається навколо неї знизу. Спочатку відбуваються лише вдавані спаровування, тільки «натренувавшись» риби починають нереститися. Під час кожних обіймів відкладається й запліднюється до 10 ікринок, які лягають на трохи вигнутий анальний плавець самця. Самець послаблює обійми, а самка трохи відпливає назад і збирає ікру собі до рота, поки виснажений партнер все ще лежить на дні. Коли самець «оживає», самка після кількох жувальних рухів по одній випльовує ікринки перед його ротом. Іноді самець випльовує ікринки назад, і риби влаштовують щось на зразок гри в пінг-понг. Окремі фази нересту проходять з перервами на досить тривалий проміжок часу, але майже завжди відбуваються в одному місці. Весь процес нересту може тривати до 5 годин, після чого самець з ікрою в горловому мішку відпливає в тихе місце, під захист щільної рослинності.
Інкубація триває 8-10 днів, тоді самець випускає з рота вже повністю сформованих мальків. Перші два тижні їх годують наупліусами артемії та оцтовими нематодами. За один нерест можна отримати від 40 до 100 мальків.

## Відео
- Betta pugnax pair на YouTube by Akshay Khare
- Colony of wild Betta Betta pugnax (Penang betta) на YouTube by Aussie Aquarium Auctions
- Betta Pugnax на YouTube by bettalover22
- Betta Pugnax in the wild на YouTube by chakwaytiao